# 金森正
金森 正（かなもり ただし、1937年（昭和12年）10月5日 - ）は、日本の政治家。国民民主党三重県連代表。衆議院議員（1期）、三重県議会議員（4期）、四日市市議会議員（4期）、民主党・旧国民民主党三重県連代表などを務めた。
勲章は藍綬褒章2000年（平成12年）、旭日小綬章2007年（平成19年）。

## 来歴
三重県四日市市生まれ。三重県立四日市工業高等学校卒業後、富士電機（現富士電機リテイルシステムズ）に入社。四日市市最大の労働組合である富士電機労組に加入し、組合活動に従事する。
1975年に四日市市議会議員選挙に立候補して初当選した。以後当選4回。1990年に四日市市議を辞職して、三重県議会議員選挙の補欠選挙に立候補して当選。三重県議も4期務め、2003年に政界を一旦引退した。引退後も民主党三重県連幹事長の職に留まり、県政界の実力者であった。
2009年に三重県選出衆議院議員の岡田克也から要請を受け、比例東海ブロック単独（35位）で第45回衆議院議員総選挙に民主党公認で立候補。比例下位であったが、重複立候補していた候補者の大半が小選挙区で当選したため、当選した。
2010年9月の民主党代表選挙では、菅直人の推薦人に名を連ねた。
2012年に民主党三重県連代表に就任した。2012年（平成24年）12月に行われる第46回衆議院議員総選挙には立候補せず、引退することを表明した。2014年12月に行われた第47回衆議院議員総選挙では比例下位に名簿登載されるも、落選。
2018年に所属する民進党が国民民主党へ移行したが、民進党常任顧問の岡田や、県連代表だった芝博一らはこれに参加せず無所属となったため、三重県からは同党の所属国会議員が不在となり、金森が国民民主党の三重県連代表となった。2020年に野党再編を巡り国民民主党が分党し、（新）国民民主党が結成された際も引き続き県連代表に就いた。

## 人物
- 尊敬する政治家に、同じ三重県選出で労組出身の伊藤忠治（日本社会党→社会民主党→民主党）を挙げている。

## 所属団体・議員連盟
- 親学推進議員連盟

## 役職
- 予算委員会委員
- 文部科学委員会委員
- 民主党三重県総支部連合会幹事長
- 三重県バドミントン協会会長
- 四日市ソフトボール協会会長